# Cyrtandra pogonantha
Cyrtandra pogonantha är en tvåhjärtbladig växtart som beskrevs av Asa Gray. Cyrtandra pogonantha ingår i släktet Cyrtandra och familjen Gesneriaceae. Inga underarter finns listade i Catalogue of Life.